# CCD

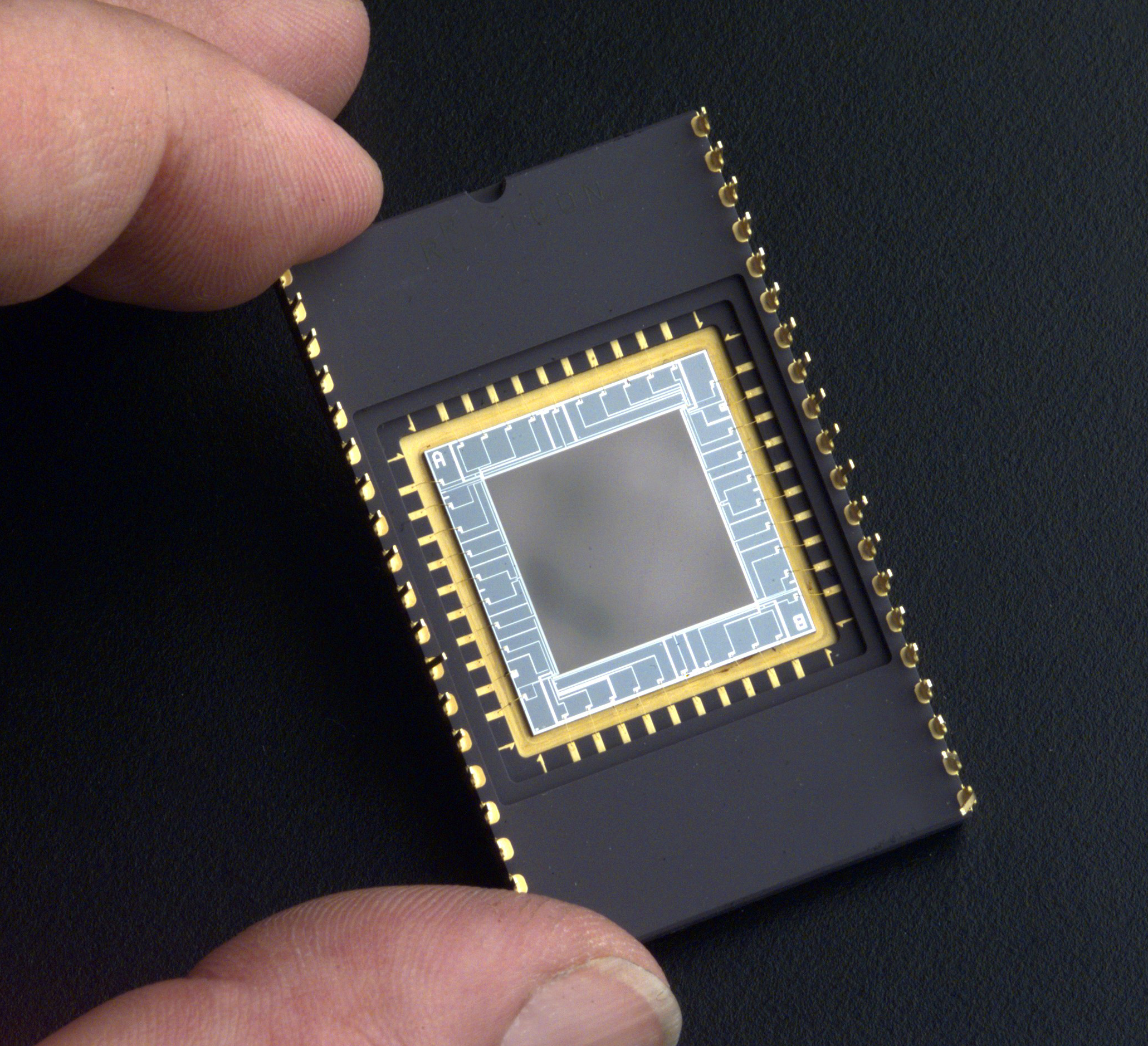
Csillagászati célokra kiváló ultraibolya és látható tartományban érzékeny CCD

Töltésléptetés a CCD-ben (animáció)

A CCD (Charge-coupled Device, azaz töltés-csatolt eszköz) egy analóg jelek továbbítására szolgáló elektronikai alkatrész-lánc (analóg shift regiszter). Fényérzékeny alkatrésszel, fotodiódával kombinálva a fényt elektronikus jelekké alakító eszköz, mely egymáshoz csatolt kondenzátorokból álló integrált áramkört tartalmaz. Külső áramkör segítségével minden kondenzátor képes átadni a töltését a szomszédjának, így kiolvasható a kép. A CCD-ket a digitális fényképezés, csillagászat területén, videokamerákban és optikai szkennerekben alkalmazzák. A csillagászatban részben fényességmérésre, optikai és UV-spektroszkópiára és nagysebességű technikáknál alkalmazzák.

## Története
A CCD-t 1969-ben Willard Boyle és George Smith fejlesztette ki a AT&T Bell Labsnál. A laboratórium éppen egy képtelefonon dolgozott, és a félvezető buborékmemória kifejlesztésén. A kettőt összekötve Boyle és Smith kifejlesztette, az őáltaluk töltés-buborék eszköznek (Charge “Bubble” Devices) nevezett felépítést. Az eszköz lényege az a képesség volt, hogy töltést tudott végigvinni egy félvezető felületén. Mivel a CCD memóriaeszközként kezdte pályafutását, ezért csupán bemeneti regiszteren keresztül kapott töltést. Hamarosan világossá vált, hogy fotoeffektussal is fel lehet tölteni az egyes elemeit, és így kép hozható létre. 1970-re a Bell kutatói egyszerű lineáris eszközökben képesek voltak képet létrehozni; megszületett a CCD. Több cég, többek között a Fairchild Semiconductor, az RCA és a Texas Instruments is beszállt a fejlesztésbe és programok készítésébe. A Fairchild volt az első a kereskedelmi eszközök terén. 1974-ben egy lineáris, 500 elemes és egy kétdimenziós, 100 x 100 pixeles eszközzel.
2009. október 6-án a CCD feltalálásáért Boyle és Smith megosztott fizikai Nobel-díjat kapott, osztozva Charles Kuen Kaoval, aki a másik fél Nobel-díjat az optikai szálakon keresztül történő fénytovábbítás területén elért eredményeiért kapta.